# 채굴 (암호화폐)
채굴(採掘) 또는 마이닝(mining)이란 암호화폐의 거래내역을 기록한 블록을 생성하고 그 대가로 암호화폐를 얻는 행위를 말한다.
암호화폐는 중앙은행과 같은 발행기관이 없이 거래내역을 기록한 원장을 전 세계 네트워크에 분산 저장하게 되는데, 이러한 블록체인(blockchain)을 유지하기 위해 해당 블록을 생성한 사람에게 일정한 보상을 지급하도록 설계되어 있다. 예를 들어 비트코인(bitcoin)의 경우 10분에 한 번씩 새로운 블록이 생성되는데, 이 블록의 이름을 16진수로 표시한 총 64자리의 해시(hash)를 찾아내는 사람에게 비트코인을 발행하여 지급한다.
채굴에 성공한 보상으로 지급되는 비트코인의 양은 4년마다 절반으로 줄어드는 반감기를 거친다. 최초의 채굴이 이루어진 2009년에는 50 비트코인을 지급하다가, 2013년부터 25 비트코인으로 줄어들었고, 2017년부터 12.5 비트코인으로 감소했으며, 2021년에는 6.25개로 줄어들 예정이다. 비트코인은 최종적으로 2140년에 채굴을 중지하도록 설계되어 있다.
암호화폐를 채굴하려면 직접 채굴기를 설치하여 채굴하거나 혹은 전문 채굴대행업체에 위탁하는 방법이 있다.

## 같이 보기
- 암호화폐
- 채굴기
- 그래픽카드